# Clara Matéo
Clara Matéo (Nantes, 28 novembre 1997) è una calciatrice francese, attaccante del Paris FC e della nazionale francese.

## Carriera

### Nazionale
Nel marzo 2013 la Federcalcio francese (FFF) la chiama per indossare la maglia della formazione under 16 affidata al selezionatore Guy Ferrier, e nel settembre successivo, sempre sotto la guida di Ferrier, quella della under 17 con la quale debutta in una doppia amichevole del 4 e 6 settembre con l'Italia giocata allo Stadio Salicone di Norcia (2-1 la prima, 0-2 la seconda) in preparazione alle qualificazioni all'Europeo di categoria di Inghilterra 2014. Ferrier la impiega in tutte le tre partite del gruppo 4 della fase élite giocata in Irlanda del Nord dal 12 al 17 ottobre 2013, conquistando la prima posizione a punteggio pieno e l'accesso alla fase finale, e nelle tre del gruppo B della fase a gironi dove viene eliminata.
Nel 2015 il selezionatore della formazione under 19 Gilles Eyquem decide di inserirla in rosa nell'amichevole del 6 marzo, dove le Blues superano con un netto 6-0 le pari età dell'Ungheria. Le prestazioni offerte convincono Eyquem a utilizzarla durante dalle qualificazioni all'europeo di Slovacchia 2016 dove, superato il turno, riesce a vincere il torneo battendo in finale per 2-1 le avversarie della Spagna.
In previsione della selezione al mondiale di Papua Nuova Guinea 2016, il 14 settembre 2016 Matéo indossa per la prima volta la maglia della rappresentativa under 20 scendendo in campo nell'amichevole contro la Germania, incontro terminato 2-2. Durante il mondiale viene impiegata in tutte le sei partite disputate, siglando  complessivamente tre reti, l'ultima ai tempi supplementari con il Giappone che contribuisce così al risultato finale di 2-1 e l'accesso alla finale del torneo. Pur non riuscendo a superare le avversarie della Corea del Nord, incontro aggiudicatosi dalle nordcoreane per 3-1, condivide con le compagne il titolo di vicecampionessa del mondo.
Nel 2017 Jean-François Niemezcki, responsabile tecnico della nazionale maggiore B, inizia a convocarla per alcune amichevoli, continuando nei due anni seguenti a inserirla nella rosa della squadra che partecipa alla Turkish Cup e al Torneo di La Manga.

## Statistiche

### Presenze e reti nei club
Statistiche aggiornate al 30 maggio 2025.
| Stagione                | Squadra                 | Campionato              | Campionato | Campionato | Coppe nazionali | Coppe nazionali | Coppe nazionali | Coppe continentali | Coppe continentali | Coppe continentali | Altre coppe | Altre coppe | Altre coppe | Totale | Totale |
| Stagione                | Squadra                 | Comp                    | Pres       | Reti       | Comp            | Pres            | Reti            | Comp               | Pres               | Reti               | Comp        | Pres        | Reti        | Pres   | Reti   |
| ----------------------- | ----------------------- | ----------------------- | ---------- | ---------- | --------------- | --------------- | --------------- | ------------------ | ------------------ | ------------------ | ----------- | ----------- | ----------- | ------ | ------ |
| 2013-2014               | La Roche-sur-Yon        | D2                      | 1          | 0          | CF              | -               | -               | -                  | -                  | -                  | -           | -           | -           | 1      | 0      |
| 2014-2015               | La Roche-sur-Yon        | D2                      | 22         | 10         | CF              | 2               | 0               | -                  | -                  | -                  | -           | -           | -           | 24     | 10     |
| 2015-2016               | La Roche-sur-Yon        | D1                      | 20         | 2          | CF              | 2               | 4               | -                  | -                  | -                  | -           | -           | -           | 22     | 6      |
| Totale La Roche-sur-Yon | Totale La Roche-sur-Yon | Totale La Roche-sur-Yon | 43         | 12         |                 | 4               | 4               | -                  | -                  | -                  | -           | -           | -           | 47     | 16     |
| 2016-2017               | FCF Juvisy              | D1                      | 21         | 5          | CF              | 3               | 0               | -                  | -                  | -                  | -           | -           | -           | 24     | 5      |
| 2017-2018               | Paris FC                | D1                      | 19         | 3          | CF              | 2               | 2               | -                  | -                  | -                  | -           | -           | -           | 21     | 5      |
| 2018-2019               | Paris FC                | D1                      | 22         | 3          | CF              | 4               | 1               | -                  | -                  | -                  | -           | -           | -           | 26     | 4      |
| 2019-2020               | Paris FC                | D1                      | 15         | 3          | CF              | 1               | 0               | -                  | -                  | -                  | -           | -           | -           | 16     | 3      |
| 2020-2021               | Paris FC                | D1                      | 22         | 13         | CF              | 1               | 0               | -                  | -                  | -                  | -           | -           | -           | 23     | 13     |
| 2021-2022               | Paris FC                | D1                      | 22         | 11         | CF              | 3               | 1               | -                  | -                  | -                  | -           | -           | -           | 25     | 12     |
| 2022-2023               | Paris FC                | D1                      | 22         | 12         | CF              | 1               | 0               | UWCL               | 2                  | 2                  | -           | -           | -           | 25     | 14     |
| 2023-2024               | Paris FC                | D1                      | 20+2       | 8+2        | CF              | 4               | 3               | UWCL               | 10                 | 0                  | -           | -           | -           | 36     | 13     |
| 2024-2025               | Paris FC                | PL                      | 20         | 18         | CF              | 5               | 1               | UWCL               | 4                  | 1                  | -           | -           | -           | 29     | 20     |
| Totale Paris FC         | Totale Paris FC         | Totale Paris FC         | 164        | 73         | -               | 21              | 8               | -                  | 16                 | 3                  | -           | -           | -           | 201    | 84     |
| Totale carriera         | Totale carriera         | Totale carriera         | 228        | 90         | -               | 25+             | 12+             | -                  | 16                 | 3                  | -           | -           | -           | 269    | 105+   |

## Palmarès

### Club
- Campionato francese di seconda divisione: 1

La Roche-sur-Yon: 2014-2015
- Coppa di Francia: 1

Paris FC: 2024-2025

### Nazionale
- Campionato d'Europa under 19: 1

2016

### Individuale
- Capocannoniere del campionato francese: 1

2024-2025 (18 gol)